# Institut national des études territoriales

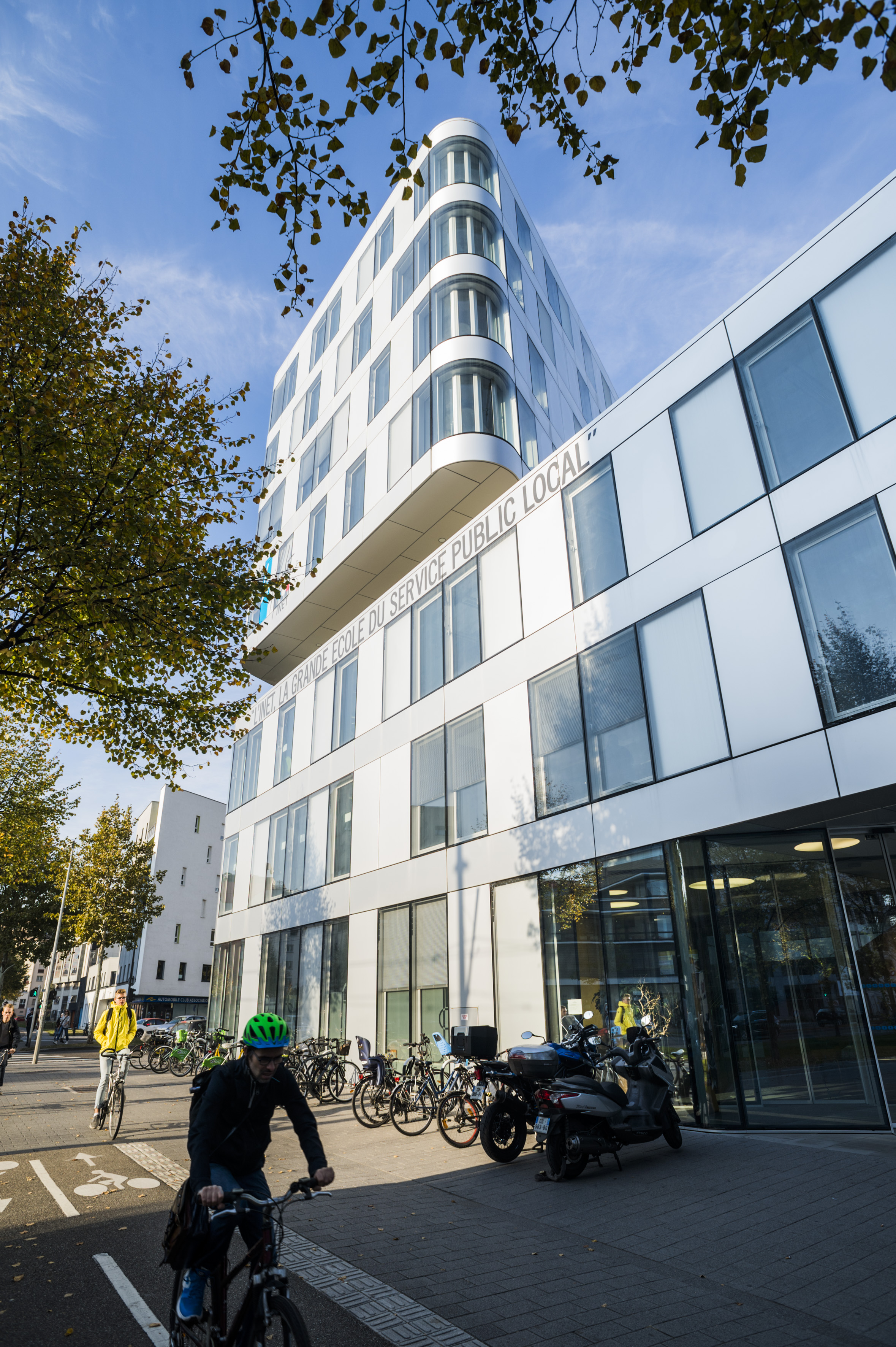
Institut national des études territoriales (INET) in Straßburg

Das Institut national des études territoriales (INET) „Nationale Institut für Territorialstudien“ ist eine in Straßburg ansässige Grande école, die für die die Aus- und Weiterbildung von Führungskräften größerer Gebietskörperschaften (Städte mit über 40.000 Einwohnern, Gemeindeverbände, Départements oder Regionen) zuständig ist.
Sie wurde 1990 unter dem Namen Institut d’études supérieures de la fonction publique territoriale gegründet und ist an das Centre national de la fonction publique territoriale (CNFPT) „Nationales Zentrum für den öffentlichen Dienst der Gebietskörperschaften“ angeschlossen.

## Bekannte Absolventen
- Brice Hortefeux, französischer Minister
- Marie-Luce Penchard, französische Ministerin
- Jean-Jacques Hyest, französischer Senator
- Jean-Christophe Parisot, Politikwissenschaftler
- Bernard Roman, Abgeordneter der Nationalversammlung